# Маунт-Плезант (Нью-Йорк)
Маунт-Плезант (англ. Mount Pleasant) — місто (англ. town) в США, в окрузі Вестчестер штату Нью-Йорк. Населення — 44 436 осіб (2020).

## Демографія
Згідно з переписом 2010 року, у місті мешкали 43 724 особи в 14 306 домогосподарствах у складі 10 703 родин. Було 14826 помешкань
Расовий склад населення:
| - 79,7 % — білих - 5,5 % — чорних або афроамериканців - 4,8 % — азіатів - 0,3 % — корінних американців - 7,4 % — осіб інших рас |

До двох чи більше рас належало 2,4 %. Частка іспаномовних становила 18,0 % від усіх жителів.
За віковим діапазоном населення розподілялося таким чином: 25,0 % — особи молодші 18 років, 62,1 % — особи у віці 18—64 років, 12,9 % — особи у віці 65 років та старші. Медіана віку мешканця становила 39,5 року. На 100 осіб жіночої статі у місті припадало 101,8 чоловіків;  на 100 жінок у віці від 18 років та старших — 100,9 чоловіків також старших 18 років.
Середній дохід на одне домашнє господарство  становив 157 185 доларів США (медіана — 111 023), а середній дохід на одну сім'ю — 182 379 доларів (медіана — 138 806). Медіана доходів становила 86 678 доларів для чоловіків та 67 658 доларів для жінок. За межею бідності перебувало 8,3 % осіб, у тому числі 6,9 % дітей у віці до 18 років та 6,7 % осіб у віці 65 років та старших.
Цивільне працевлаштоване населення становило 21 206 осіб. Основні галузі зайнятості: освіта, охорона здоров'я та соціальна допомога — 26,6 %, науковці, спеціалісти, менеджери — 17,1 %, фінанси, страхування та нерухомість — 10,5 %, роздрібна торгівля — 8,8 %.